# Zinaida Nikolaevna Jusupova
Zinaida Nikolaevna Jusupova (in russo Зинаида Николаевна Юсупова?; San Pietroburgo, 2 ottobre 1861 – Parigi, 24 novembre 1939) è stata una nobildonna russa.

## Biografia

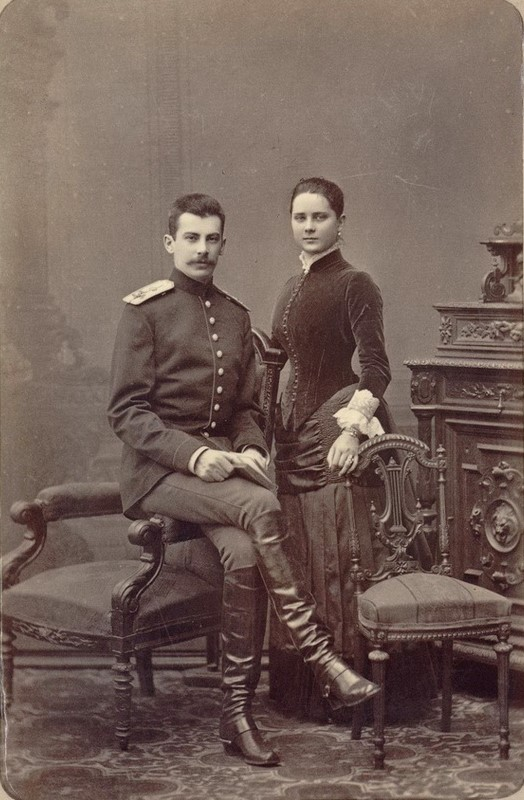
La principessa Zinaida Nikolaevna Jusupova con il marito, il conte Feliks Feliksovič Sumarokov-Ėl'ston 1882.

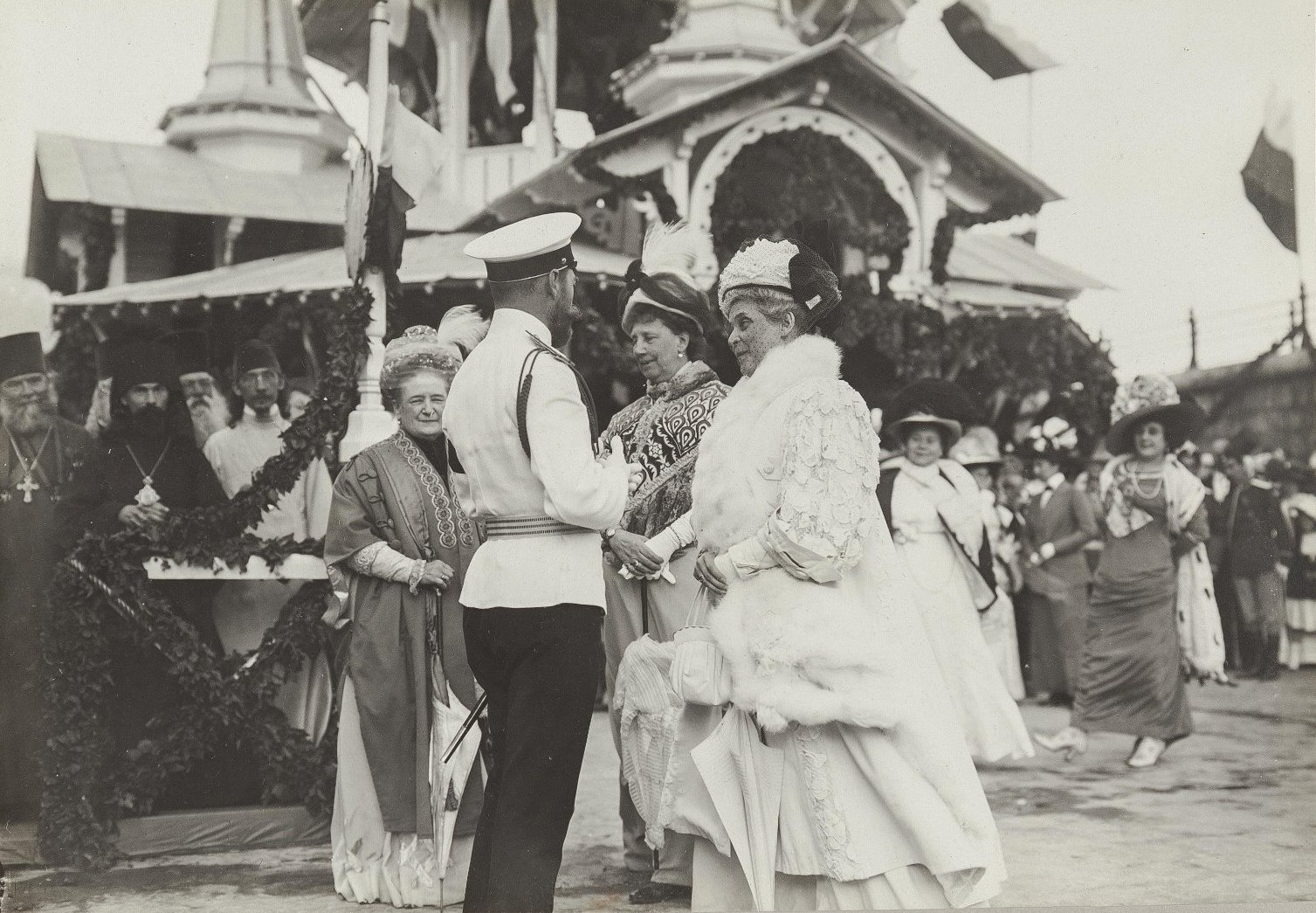
Nicola II e Zinaida Nikolaevna Yusupova a Yalta, 1911.

La principessa Zinaida Nikolaevna era la primogenita di Nikolaj Borisovič Jusupov, e di sua moglie, la contessa Tat'jana Aleksandrovna Ribaupierre. Il principe Jusupov è stato un mecenate, e il primo ha servito nella cancelleria dello zar Nicola I. La madre di Zinaida, dama di compagnia dell'imperatrice, era la figlia del conte Alexandre de Ribeaupierre e di sua moglie Ekaterina Michajlovna Potëmkina, nipote del principe Potëmkin.
L'unico fratello della principessa Zinaida, il principe Boris, morì durante l'infanzia. Aveva anche una sorella minore, la principessa Tat'jana, che morì giovane, nel 1888. Come unica figlia sopravvissuta di una coppia distinta, di alto livello e molto ricca, Zinaida godeva di grande favore a corte. Era la più grande ereditiera russa dei suoi tempi e l'ultima della sua stirpe. Gli Jusupov, una famiglia di origine tartara, erano molto ricchi. Le loro proprietà includevano quattro palazzi a San Pietroburgo, tre palazzi a Mosca, 37 tenute in diverse parti della Russia (Kursk, Voronež e Poltava). Possedevano più di 40.000 ettari (400 km²) di terra e le loro industrie includevano fabbriche per la lavorazione della barbabietola da zucchero, di mattoni, segherie, fabbriche tessili e di cartone, miniere di ferro, mulini, distillerie e giacimenti di petrolio sul Mar Caspio.
La principessa Zinaida era nota per essere intelligente, ospitale, socialmente abile e bella; qualità che le sarebbero durate fino a tarda età.

## Matrimonio
Il principe Jusupov sperava per Zinaida un matrimonio illustre, ma a un ricevimento organizzato per farle conoscere Alessandro di Battenberg, Zinaida incontrò e si innamorò del conte Feliks Feliksovič Sumarokov-Ėl'ston (5 ottobre 1856- 28 maggio 1928), figlio del conte Feliks Nikolaievič Sumarokov-Ėl'ston. La coppia si sposò il 4 aprile 1882 a San Pietroburgo. Ebbero due figli:
- Nikolaj (1883-1908);
- Feliks (1887-1967).

Alla morte del suocero, il conte ricevette dallo zar Alessandro III di Russia, un permesso speciale per prendere il cognome Jusupov, che altrimenti si sarebbe estinto. 

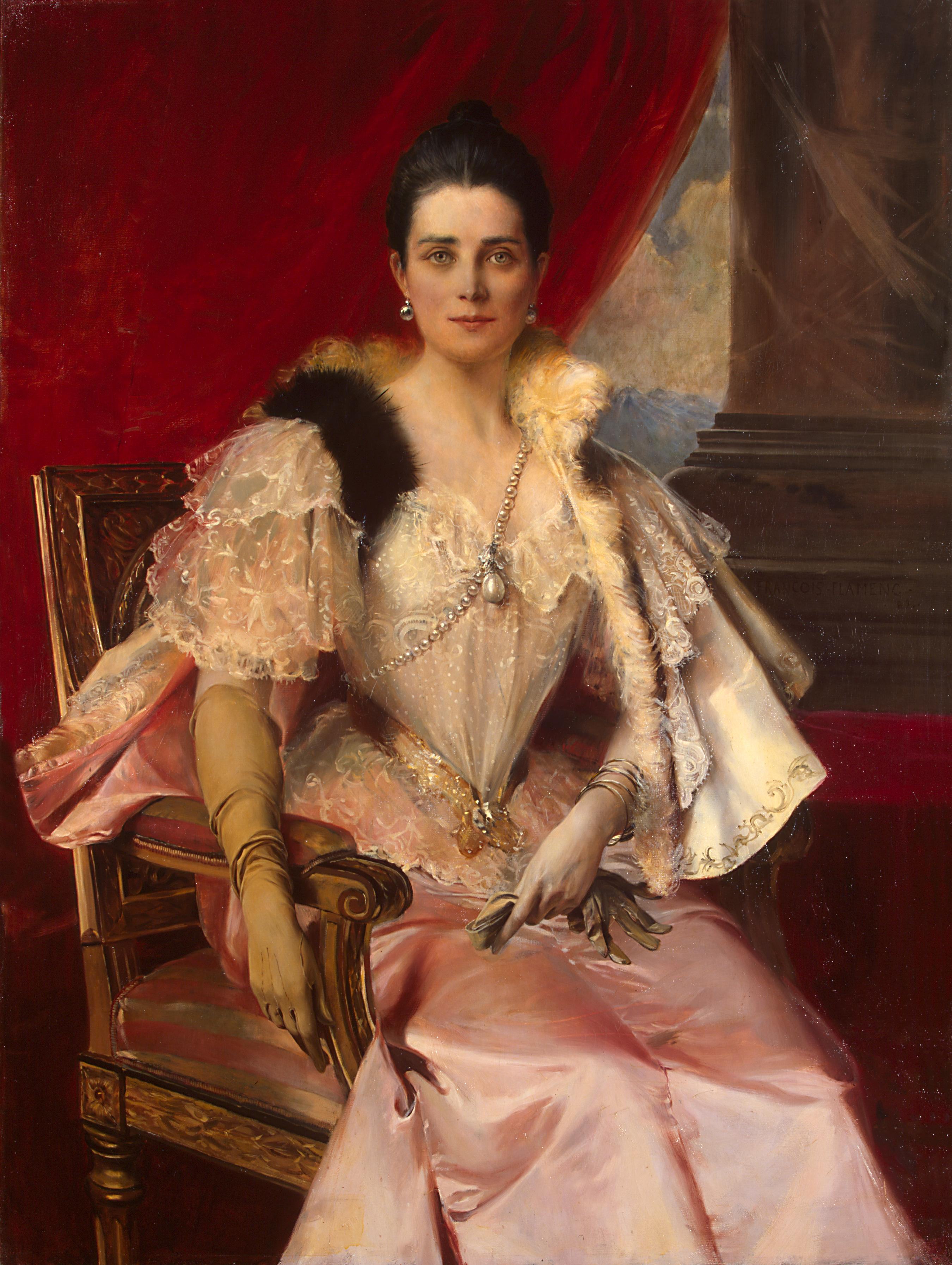
La principessa con la Pelegrina

Figura di spicco della società russa pre-rivoluzionaria, Zinaida era famosa per la sua bellezza, eleganza e la sontuosità della sua ospitalità. Nel suo libro di memorie, Ladies of the Russian Court, Meriel Buchanan (1886–1959), figlia dell'ambasciatore britannico alla corte russa, descrisse la principessa Zinaida come: "Delicata di salute, si stancava facilmente, essenzialmente femminile, non era una di quelle donne capaci, competenti, in grado di gestire grandi organizzazioni caritative, sempre pronta a dare, liberamente e generosamente, a chiunque le si rivolgesse, a fare il possibile per aiutare chi si trovava in difficoltà, a prestare il suo nome, la sua casa, le sue risorse per qualsiasi causa degna, ma si rifuggiva dalla pubblicità, da tutte le complicazioni dell'amministrazione esecutiva".
Come capo di una delle famiglie nobili più importanti della Russia, ereditò anche una vasta fortuna, il che significava possedere la più grande collezione di gioielli storici in Russia, seconda solo a quella della famiglia imperiale. Era in possesso di 21 diademi, 255 spille, 42 bracciali, oggetti d'arte assortiti e centinaia di migliaia di gemme sciolte. Alcune delle gemme famose erano: La perla "La Pelegrina" della metà del XVI secolo, " The Polar Star Diamond" (diamante 41,28 carati), La "Perla La Regente" (quinta perla più grande del mondo), Il "Diamante testa di ariete" del XVII secolo (un diamante di 17,47 carati), Il "Diamante del Sultano del Marocco" del XVII secolo (35,67 carati, quarto diamante blu più grande del mondo), Gli " Orecchini con diamanti di Maria Antonietta " del XVII secolo (due diamanti da 34,59 carati), Lo "Statuina di zaffiro di Venere blu" (statuina di zaffiro alta 4 pollici del dea Venere in cima ad un grande Spinello) e anche il "Ruby Buddha" (70 + carati rubino statua) del XV secolo.
La principessa Zinaida servì come dama di compagnia sia dell'imperatrice Maria Feodorovna che della successiva imperatrice Aleksandra Fëdorovna ed era un'amica intima della granduchessa Elisabeth Feodorovna, moglie del granduca Sergej Aleksandrovič di Russia. Durante gli ultimi anni prima della rivoluzione, fu una oppositrice della zarina, soprattutto nei confronti di Rasputin.
Durante la guerra russo-giapponese, Zinaida era a capo di un treno ospedaliero militare al fronte, e nei palazzi e nelle tenute degli Jusupov furono organizzati sanatori e ospedali per i feriti. Come membro del comitato per la sistemazione del Museo di Belle Arti di Mosca, ha donato fondi e oggetti d'arte per la creazione della sala greco-romana, che in seguito prese il suo nome.
Suo figlio Nikolaj morì nel 1908 in un duello, provocandole un esaurimento nervoso.

## Morte
In seguito alla sua scampato pericolo durante la Rivoluzione Russa, fu costretta a lasciare tutti i suoi beni finanziari in Russia: la sua intera collezione di gioielli fu nascosta in un caveau segreto nel Palazzo Moika nella speranza di poterli riprendere al loro ritorno in Russia, tuttavia furono trovati e venduti dai bolscevichi nel 1925. Durante il suo esilio prese solo i gioielli più importanti, e di importanza storica, e li fece vendere per mantenere la sua famiglia.
Dopo la rivoluzione, visse con suo marito a Roma, mentre suo figlio e la sua famiglia si trasferirono a Londra.
Dopo la morte del marito, si trasferì a Parigi, con il figlio e la famiglia, dove morì nel 1939. Fu sepolta nella tomba di famiglia, nel cimitero russo di Sainte-Geneviève-des-Bois.